# خانه‌های سازمانی پادگان حاجی‌آباد
خانه‌های سازمانی پادگان حاجی‌آباد از لحاظ تقسیمات کشوری، روستایی واقع در بخش مرکزی شهرستان کرمانشاه استان کرمانشاه در ایران محسوب می‌شود

## جمعیت
این مجموعه واحدهای مسکونی از توابع دهستان دورود فرامان است و براساس سرشماری مرکز آمار ایران در سال ۱۳۹۰، جمعیت آن ۸۲۶ نفر (۲۳۸ خانوار) بوده‌است.